# اچ‌ام‌اس بریزن (اچ۸۰)
اچ‌ام‌اس برازن (اچ۸۰) (به انگلیسی: HMS Brazen (H80)) یک کشتی بود که طول آن ۳۲۳ فوت (۹۸٫۵ متر) بود. این کشتی در سال ۱۹۳۰ ساخته شد.